# ちばあきお
ちば あきお（本名：千葉 亜喜生、1943年〈昭和18年〉1月29日 - 1984年〈昭和59年〉9月13日）は、日本の漫画家。満洲国の奉天（現：中華人民共和国遼寧省瀋陽市）出身。4人兄弟の三男で、長兄は漫画家のちばてつや、次兄は千葉プロダクション社長の千葉研作（元漫画家）、弟は漫画原作者の七三太朗。

## 来歴
少年時代は手先が器用でラジオの修理なども出来たほど。高校は夜間学校で、昼間は玩具製造工場に勤めていたが、身体を壊し退社した。療養中にちばてつやのアシスタントとして漫画界に携わる。
ちばてつやのアシスタントをする中、1967年『なかよし』（講談社）掲載の『サブとチビ』でデビュー。代表作は『キャプテン』、『プレイボール』など。ひたむきで健全な少年たちを明朗に描いた作品で人気を得た。
躁鬱病を患った後、1984年9月13日、仕事場2階にて首を吊り自殺した。41歳没。絶筆となった『チャンプ』の最終回（第8話）は、チーフアシスタントであった高橋広が、ちばあきおの下絵をもとに作品として仕上げ掲載された。
21世紀に入ってからも『プレイボール』がアニメ化されるなど、根強く評価されている。

## 経歴
- 1967年、『サブとチビ』でデビュー。
各種少年少女誌に読切作品を掲載する。ちばてつやのアシスタントは1971年まで行う。
- 1972年、『キャプテン』を連載開始（ - 1979年）※1972年読み切りの『がんばらなくっちゃ』好評に付き改題して連載化する。
- 1973年、『プレイボール』を連載開始 - 1978年）
- 1977年、第22回（昭和51年度）小学館漫画賞受賞（『キャプテン』『プレイボール』）
- 1979年、『キャプテン』終了後、休筆
- 1982年、『ふしぎトーボくん』を連載（ - 1983年）
- 1984年、『チャンプ』を連載（絶筆）

## 作品リスト
- あかねちゃんとさくらちゃん（たのしい幼稚園 1968年6月号 - 1969年3月号、講談社）
兄・てつやの作品『あかねちゃん』のアニメ化に伴い、姉妹版として連載。
- 校舎うらのイレブン（1971年、別冊少年ジャンプ2月号、集英社）
- 半ちゃん（1971年、別冊少年ジャンプ9月号）[注 2]
- ニタリくん[注 2]
- 愛の惨歌[注 2]
- みちくさ（1972年、別冊少年サンデー1月号、小学館）[注 2]
- がんばらなくっちゃ（1973年2月号、別冊少年ジャンプ掲載）
自伝的短編。主にデビュー作執筆中の奮闘ぶりが描かれている。
- キャプテン（1972年 - 1979年、別冊少年ジャンプ）
中学野球の物語。谷口、丸井、イガラシ、近藤の墨谷二中の4代にわたるキャプテンと仲間の物語。
1980年代初頭にアニメ化。
- プレイボール（1973年 - 1978年、週刊少年ジャンプ、集英社）
『キャプテン』の初代キャプテン谷口の高校野球における活躍を描く。
2005年にアニメ化。
- ふしぎトーボくん（1982年 - 1983年、月刊少年ジャンプ、集英社） 原案：七三太朗
動物と言葉を交わす不思議な少年を描く。
- チャンプ（1984年4月号 - 11月号：絶筆、月刊少年ジャンプ） 原案：七三太朗
田舎育ちの少年がボクシングの世界に挑戦する物語。
- いってきま～す
コミックス「校舎うらのイレブン ちばあきお傑作集」に収録[3]。
- サブとチビ
コミックス「校舎うらのイレブン ちばあきお傑作集」に収録[3]。

## エピソード
- 2008年に『週刊ヤングマガジン』で発表されたちばてつやの読み切り作品『トモガキ』によると、てつやは気分転換として弟のあきおと幼い頃から他の人に電気あんまをかますことがしばしばあった。

『ママのバイオリン』（1958年7月 - 1959年5月、少女クラブ、講談社）が連載されていた当時も締め切りが迫っていて缶詰状態だったために、気分転換のために当時の担当者にあきおと電気あんまをかましたところ、担当者は堪らずにてつやを蹴飛ばしてしまった。てつやは蹴飛ばされた勢いで窓ガラスに体を突っ込んで、割れたガラスの破片で腕の腱を切る大怪我を負い、一時は漫画が描けなくなった。この時、口の中にもガラスの破片が刺さっていたが、かろうじて奥歯で食い止められていたため頚動脈を切らずに済んだとのことだった。
- 漫画原作者の武論尊を、まだ売れる前から面倒を見ていた。当時、武論尊の住んでいたマンションにあきおの仕事場があり、あきおがアシスタントの食事を作る際に1食分多く用意し、武論尊はよく食べさせてもらっていたという。

後に『ドーベルマン刑事』がヒットして有頂天になっていた武論尊を、あきおが呼び出して「最近のお前、かっこ悪いぞ」と諭したこともあった。武論尊は当時を振り返り、「あきおさんのひと言がなければ、ヒット作を一本出しただけでオレは消えていたかもしれない」と語っている。

## その他
2022年3月に長男である千葉一郎（ちばあきおプロダクション代表）による『ちばあきおを憶えていますか 昭和と漫画と千葉家の物語』が出版された。

## アシスタント
- なかいま強
- 高橋広
- 江田二三夫
- 島田賢司
- 多賀慎治
- あいきさだむ